# Buyang langjia
Le buyang langjia (ou buyang langnian) est une langue taï-kadaï parlée en Chine, dans la province de Yunnan par les Buyang, dans le xian de Funing.

## Classification
Le buyang langjia est une des langues buyang. Celles-ci font partie des langues kadaï, un des groupes qui composent les langues taï-kadaï. Les Langjia, comme l'ensemble des Buyang, sont recensés par les autorités chinoises dans la nationalité zhuang.

## Phonologie
Les tableaux présentent les phonèmes du buyang langjia, les voyelles et les consonnes.

### Voyelles
|         | Antérieure | Centrale | Postérieure |
| ------- | ---------- | -------- | ----------- |
| Fermée  | i [i]      |          | ɯ [ɯ] u [u] |
| Moyenne | e [e]      | ə [ə]    | o [o]       |
| Ouverte | ɛ [ɛ]      | a [a]    | ɔ [ɔ]       |

### Consonnes
|            |              | Bilabiales | Alvéolaires | Alvéolaires | Alv.-p. | Dorsales  | Dorsales  | Dorsales  | Glottales |
| ---------- | ------------ | ---------- | ----------- | ----------- | ------- | --------- | --------- | --------- | --------- |
| Centrales  | Latérales    | Bilabiales | Palatales   | Vélaires    | Alv.-p. | Uvulaires |           |           | Glottales |
| Occlusives | Sourde       | p [p]      | t [t]       |             |         |           | k [k]     | q [q]     | ʔ [ʔ]     |
| Occlusives | Palatalisées | pj [pʲ]    |             |             |         |           |           |           |           |
| Occlusives | Labialisées  |            | tw [tʷ]     |             |         |           | kw [kʷ]   |           |           |
| Occlusives | Aspirées     |            | thw [tʷʰ]   |             |         |           | khw [kʷʰ] | qhw [qʷʰ] |           |
| Occlusives | Aspirées     | ph [pʰ]    | th [tʰ]     |             |         |           | kh [kʰ]   | qh [qʰ]   |           |
| Occlusives | Sonore       | ʔb [ʔb]    | ʔd [ʔd]     |             |         |           |           |           |           |
| Occlusives | Labialisées  | ʔbw [ʔbʷ]  | dw [dʷ]     |             |         |           |           |           |           |
| Fricatives | sourdes      | f [f]      | θ [θ]       |             | ɕ [ɕ]   |           |           |           | h [h]     |
| Fricatives | Labialisées  |            | θw [θʷ]     |             | ɕw [ɕʷ] |           |           |           | hw [hʷ]   |
| Fricatives | Sonore       | v [v]      | ð [ð]       |             |         |           |           |           |           |
| Fricatives | Labialisées  |            | ðw [ðʷ]     |             | ʑw [ʑʷ] |           |           |           |           |
| Affriquées | Sourde       |            | ts [ts]     |             |         |           |           |           |           |
| Affriquées | Aspirées     |            | tsh [tsʰ]   |             |         |           |           |           |           |
| Affriquées | Labialisées  |            | tsw [tsʷ]   |             |         |           |           |           |           |
| Liquides   | Sonores      |            |             | l [l]       |         |           |           |           |           |
| Liquides   | Palatalisées |            |             | lj [lʲ]     |         |           |           |           |           |
| Liquides   | Labialisées  |            |             | lw [lʷ]     |         |           |           |           |           |
| Nasales    | Sonores      | m [m]      | n [n]       |             |         | ɲ [ɲ]     | ŋ [ŋ]     |           |           |
| Nasales    | Labialisées  |            |             |             |         | ɲw [ɲʷ]   | ŋʷ [ŋʷ]   |           |           |

### Une langue tonale
Le buyang langjia est une langue tonale, qui possède six tons.

## Sources
- (zh) Li Jinfang, 1999, 布央语研究 - Bùyāngyǔ yánjiū, Pékin, Zhōngyāng mínzú dàxué chūbǎnshè  (ISBN 7-81056-059-X)
- (zh) Li Jinfang, Zhou Guoyan, 1999, 仡央语言探索 - Gēyāng yǔyán tànsuǒ - Studies on Outlier Kam-Tai, Pékin, Zhōngyāng mínzú dàxué chūbǎnshè  (ISBN 7-81056-289-4)